# مانويل تينا
مانويل تينا (بالإسبانية: Manuel Tena López) (3 فبراير 1978 بألكالا دي إيناريس في إسبانيا - ) هو لاعب كرة قدم إسباني في مركز الدفاع. لعب مع رايو فايكانو وريال بلد الوليد وريال مدريد ج وريال مدريد كاستيا وريال مدريد ونادي خيتافي ونادي قرطبة.

## روابط خارجية
- مانويل تينا على موقع قاعدة بيانات كرة القدم.إي يو (الإنجليزية)